# Curtis Johnson
Curtis Johnson (né le 24 décembre 1973) est un ancien athlète américain, spécialiste du sprint.
Il a arrêté son activité en 2001.
Ses meilleurs temps sont :
- 100 m : 10 s 07 (-1,7 m/s), réalisé à Sacramento le 15 juillet 2000
- 200 m : 20 s 77 à Monaco en 1999

Demi-finaliste à Sydney en 10 s 27, il réalise un temps de 37 s 95 avec l'équipe de relais 4 × 100 m « Hudson Smith International », à Gateshead le 28 août 2000, puis un 37 s 65, avec la même équipe, à Berlin le 1er septembre. Il n'est pas retenu pour le relais américain des Jeux où il est remplacé par Brian Lewis. L'année suivante, toujours avec un relais HSI, il réalise 37 s 88 à Austin le 7 avril 2001.